# Vencedores do Prêmio Brasil Olímpico de 2004
O Prêmio Brasil Olímpico de 2004 foi a sexta edição da premiação dada pelo Comitê Olímpico Brasileiro aos melhores atletas do ano. 41 atletas foram premiados. Receberam homenagens também personalidades do mundo esportivo brasileiro, atletas paraolímpicos e o melhor técnico de 2004.

## Vencedores por modalidade
| - Atletismo: Vanderlei Cordeiro de Lima - Badminton: Guilherme Pardo - Basquete: Janeth Arcain - Beisebol: Tiago Campos de Magalhães - Boxe: Myke Carvalho - Canoagem Slalom: Cássio Petry - Canoagem Velocidade: Sebástian Cuatrin - Ciclismo Estrada: Murilo Fischer - Ciclismo Mountain Bike: Jaqueline Mourão - Ciclismo Pista: Hernandes Quadri Junior - Esportes na Neve: Isabel Clark (snowboard) - Esportes no Gelo: Renato Mizoguchi (luge) - Esgrima: Renzo Agresta - Futebol: Marta Vieira da Silva - Ginástica Artística: Daiane dos Santos - Ginástica de Trampolim: Anna Paula Milazzo Chaves Fernandes - Ginástica Rítmica: Dayane Camilo - Handebol: Aline Silva - Hipismo Adestramento: Pia Aragão - Hipismo CCE: Raul Senna - Hipismo Saltos: Rodrigo Pessoa | - Hóquei sobre Grama: Juliana Gelbecke de Oliveira - Judô: Flávio Canto - Levantamento de Peso: Wellington Mendes - Lutas: Antoine Jaoude - Natação: Thiago Pereira - Natação Sincronizada: Carolina de Moraes - Pentatlo Moderno: Daniel Santos - Pólo Aquático: Cláudia Graner - Remo: Fabiana Beltrame - Saltos Ornamentais: Juliana Veloso - Softbol: Vivian Morimoto - Taekwondo: Natália Falavigna - Tênis: Flávio Saretta - Tênis de Mesa: Hugo Hoyama - Tiro com Arco: Leonardo Lacerda de Carvalho - Tiro Esportivo: Rodrigo Bastos - Triatlo: Carla Moreno - Vela: Robert Scheidt - Vôlei: Gilberto Godoy Filho - Vôlei de Praia: Emanuel Rego |

## Outros prêmios

### Troféu Esporte e Mídia
- Luiz Fernando Lima

### Troféu Adhemar Ferreira da Silva
- Maria Lenk (natação)

### Melhor atleta paraolímpico
- Masculino: Clodoaldo Silva
- Feminino: Ádria Santos

### Melhor técnico
- Bernardo Rocha de Rezende

### Melhores atletas do ano
- Masculino: Vanderlei Cordeiro de Lima
- Feminino: Daiane dos Santos